# Victor Kiplangat
Victor Kiplangat (Kween, 10 de noviembre de 1999) es un deportista ugandés que compite en atletismo. Sus medio hermanos Jacob y Oscar compiten en el mismo deporte.
Ganó una medalla de oro en el Campeonato Mundial de Atletismo de 2023, en la prueba de maratón.

## Palmarés internacional
| Campeonato Mundial | Campeonato Mundial | Campeonato Mundial | Campeonato Mundial |
| Año                | Lugar              | Medalla            | Prueba             |
| ------------------ | ------------------ | ------------------ | ------------------ |
| 2023               | Budapest (Hungría) | Medalla de oro     | Maratón            |